# Zittův mlýn
Zittův mlýn v Mnichovicích na Struhařovském potoce je jednou z nejstarších roubených staveb ve Středočeském kraji. Od roku 1996 je původně vodní mlýn, zvaný také Horní, chráněn jako kulturní památka České republiky.
Mlýn byl postaven zřejmě ještě před rokem 1600, patřil k panství Komorního Hrádku a v roce 1656 ho získal Václav Bína. Vystřídalo se postupně několik majitelů, až v roce 1873 ho koupil Václav Zitta z Ládví, jehož rodina mlýn spravovala po tři generace. Naposledy byl upraven pozdně barokně. Nikdy nevyhořel a v provozu byl až do konce roku 1942. Objekt tvoří vlastní mlýn jakožto přízemní roubená obytná budova s dřevěným štítem, na něj navazující dvoupatrová mlýnice a vedle stojící stodola a další hospodářská stavení. V blízkosti mlýna se na břehu Zittova rybníčku nachází památný jasan.